# Antenore di Creta
Antenore di Creta (in greco  Ἀντήνωρ; Creta, prima del II secolo d.C. – ...) è stato uno scrittore greco antico.

## Biografia
Antenore, per la sua eccellenza, veniva chiamato Δέλτα poiché, afferma Tolomeo Efestione, i cretesi chiamavano Δέλτον ciò che consideravano di valore. Poiché viene citato da Plutarco ed Eliano, dovrebbe trattarsi di un autore del tardo Ellenismo o della prima età imperiale. 

## Storia di Creta
Secondo le poche notizie giunte , Antenore sarebbe autore di un'opera sulla storia di Creta, le cui citazioni si trovano in Eliano e in Plutarco.
Si trattava, probabilmente, di una raccolta di notizie erudite ed antiquarie pertinenti non solo all'isola in sé, ma anche alle colonie ed alla talassocrazia cretese, visto che in uno dei due frammenti giunti si parla della colonia di Corcira Melena e del suo rapporto con gli abitanti di Cnido.